# Народний танець

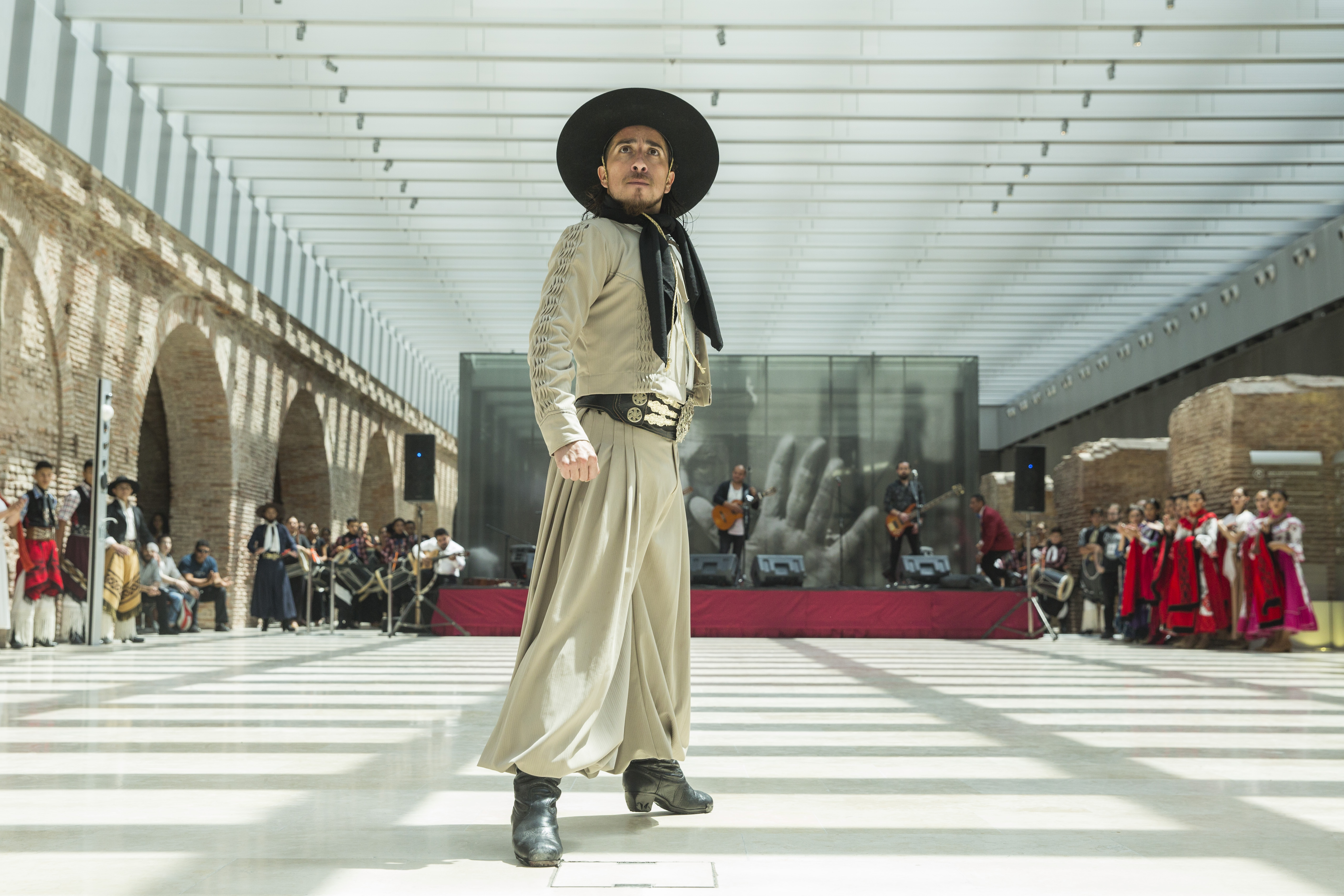
Маламбо, аргентинський народний танець

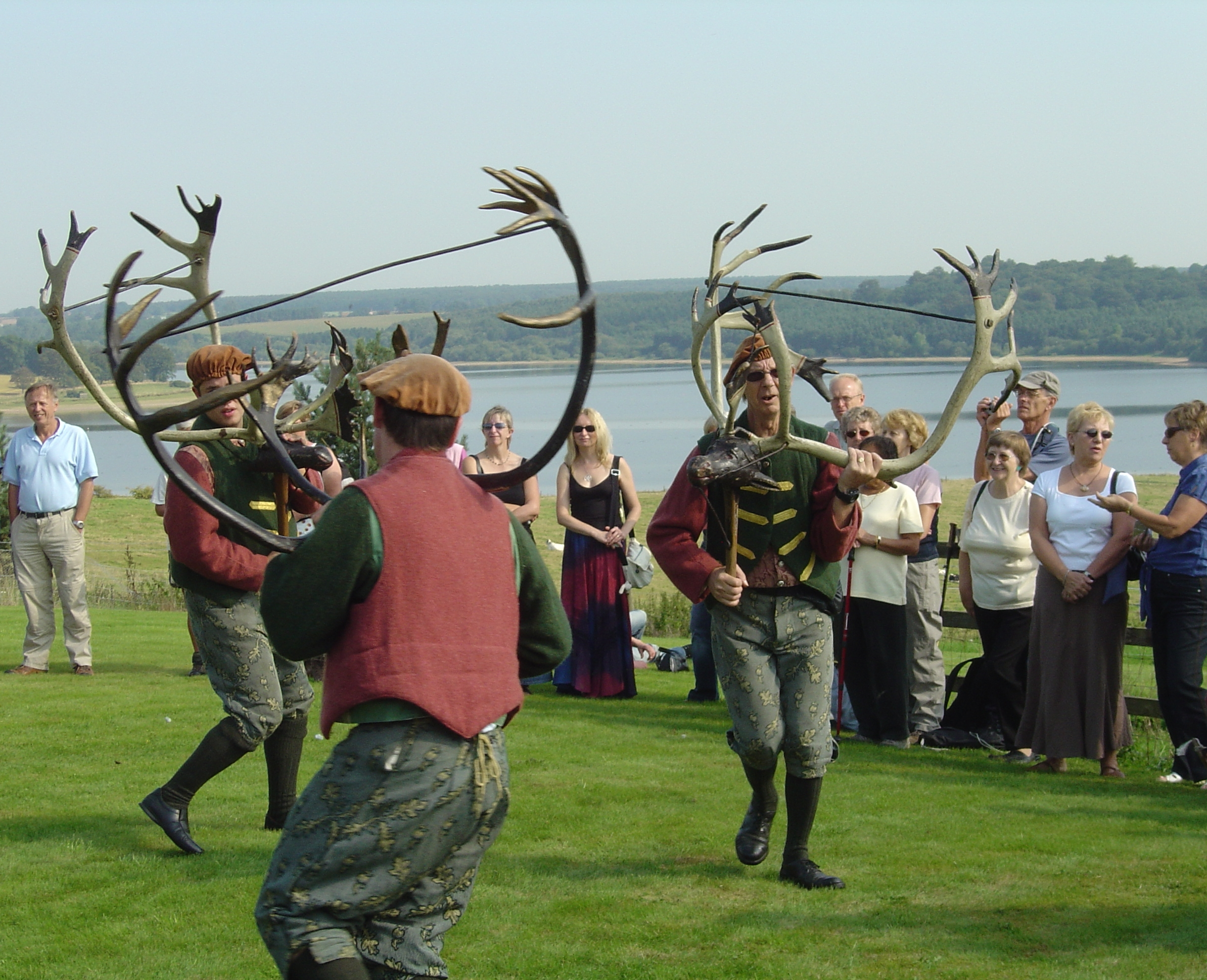

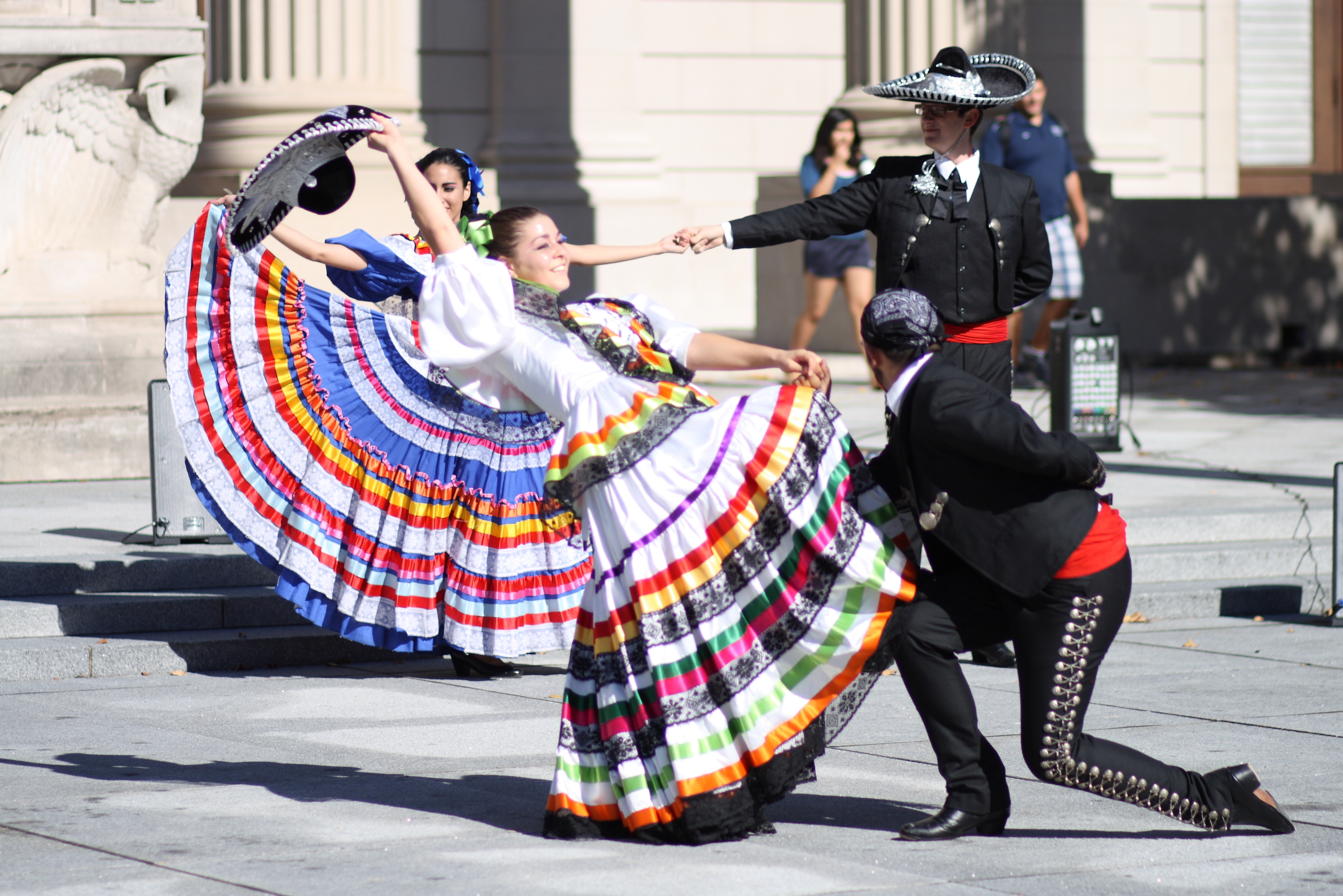

Народний танець — фольклорний танець, який побутує у своєму природному середовищі і має певні традиційні для даної місцевості рухи, ритми, костюми тощо. Фольклорний танець — це стихійний вияв почуттів, настрою, емоцій і виконується в першу чергу для себе, а потім — для глядача (товариства, гурту, громади).

## Історія
Характерні особливості загальнослов'янської культури почали формуватися в далекому минулому це стосується пісень, танців, одягу і навіть зачісок. Перші танці виникли як прояв емоційних вражень від навколишнього світу. Танцювальні рухи розвивалися також і внаслідок імітації рухів тварин, птахів, а пізніше — жестів, що відображали певні трудові процеси (наприклад, деякі хороводи). Первісний танець, як і пісня, виконував магічну роль, тому серед календарно-обрядових танців збереглося чи не найбільше архаїчних рис.

## В Україні
Специфіка життя давніх східнослов'янських племен — древлян, дреговичів, в'ятичів, сіверян, волинян, білих хорватів, бужан та інших — слугували за основу самобутнього, оригінального, хореографічного мистецтва українського народу. Усі обряди, магічні звертання, заклинання, тощо безпосередньо залежали і були органічно пов'язані з землеробством та анімалістичним культом.
Танцювальні рухи характерні для «Гопака», «Козачка», «Метелиці», становлять основу танців Центральної України, визначають головні національні риси української народної хореографії, якщо переглянути українські хороводи і сюжетні танці, легко помітити, що серед цих творів є однойменні твори. Усі українські народні танці, що збереглися в художньому побуті народу, виконують під музичний супровід. Український народ створив своє самобутнє, оригінальне хореографічне мистецтво, яке посідає одне з провідних місць в світовій духовній культурі.